# Sanicula azorica
Sanicula azorica (лат.) — многолетнее травянистое растение, вид рода Подлесник (Sanicula) семейства Зонтичные (Apiaceae). Эндемик Азорских островов. 

## Описание
Sanicula azorica — многолетнее растение с сильно рассечёнными листьями. Имеет небольшие соцветия с плотно собранными белыми цветками (обычно более трёх). 

## Ареал и местообитание
S. azorica — эндемик Азорских островов, произрастает на шести из девяти островов архипелага, в частности на Санта-Марии, Сан-Мигеле, Терсейре, Сан-Жоржи, Пику и Фаял. Встречается в ущельях и лавровых лесах, в тенистых и влажных местах, обычно на высоте более 400 м над уровнем моря.